# Condado de Potter (Dakota do Sul)
O Condado de Potter é um dos 66 condados do Estado americano da Dakota do Sul. A sede do condado é Gettysburg, e sua maior cidade é Gettysburg. O condado possui uma área de 2 327 km² (dos quais 83 km² estão cobertos por água), uma população de 2 693 habitantes, e uma densidade populacional de 1 hab/km² (segundo o censo nacional de 2000).